# 第19回スーパーボウル
第19回スーパーボウル（だい19かいスーパーボウル、Super Bowl XIX）は、1985年1月20日にカリフォルニア州スタンフォードのスタンフォード・スタジアムで行われた19回目のスーパーボウル。AFCチャンピオンであるマイアミ・ドルフィンズとNFCチャンピオンであるサンフランシスコ・49ERSの対戦。49ERSがドルフィンズを38-16で破って、3年ぶり2度目のスーパーボウル制覇を果たした。MVPは49ERSのクォーターバックであるジョー・モンタナが受賞した。

## 背景
1982年12月14日のオーナー会議でスタンフォード・スタジアムでの開催が決定した。大学のスタジアムでの開催は、チューレーン・スタジアム、ライス・スタジアム、ローズボウルに次いで4スタジアム目であった。

### サンフランシスコ・フォーティナイナーズ
フォーティナイナーズは、1978年にレギュラーシーズンが16試合制になってから初めて15勝をあげた。オフェンスでは5人がプロボウルに選ばれた。QBジョー・モンタナは、パス432回中279回成功、3,630ヤード、28TD、10INTの成績をあげた。RBロジャー・クレイグは、ランとレシーブで活躍、ランではチーム2位の649ヤードを走り7TD、レシーブでは71回のキャッチで675ヤードを獲得した。プロボウルRBのウェンデル・タイラーは、チーム記録となる1,262ヤードを走り、7TD、さらに28回のキャッチで230ヤードを獲得、2TDをあげた。WRフレディー・ソロモン、ドワイト・クラークはともにディープスリートとして、合計1,617ヤード、16TDをあげた。オフェンスライン5人のうち、ランディ・クロス、フレッド・クインラン、キース・ファーンホーストの3人がプロボウルに選ばれた。チームはNFL2位の475得点をあげて、トータルオフェンスはNFL4位の6,544ヤードを獲得した。
オフェンスほど注目されなかったが、ディフェンスはリーグ最少の227失点しか許さなかった。4人のディフェンシブバック、ロニー・ロット、エリック・ライト、カールトン・ウィリアムソン、ドワイト・ヒックスはともにプロボウルに選ばれた。またラインバッカーのキーナ・ターナーも2サック、4インターセプトをあげて、プロボウルに選ばれた。ディフェンシブラインではドウェイン・ボードが10サック、1ファンブルリカバーをあげた。

### マイアミ・ドルフィンズ
ドルフィンズは14勝2敗でレギュラーシーズンを終えた。
2年目の若きQBダン・マリーノにメディアの注目は集まり、彼はNFLのシーズンパス記録のほとんど全てを塗り替えた。シーズンパス成功362、シーズンパス獲得ヤードは史上初めて5,000ヤードを越える5,084ヤードであった。9試合でパス獲得300ヤード以上、4試合でパス獲得400ヤード以上であった。48TDパスを投げたが、これは1961年にヒューストン・オイラーズのジョージ・ブランダ、1963年にニューヨーク・ジャイアンツのY・A・ティトルがあげた36TDパスのNFL記録を大幅に更新した。6試合で4TDパス以上を決め、そのうち4試合連続で4TDパスをあげている。
オールプロCのドワイト・スティーブンソン、プロボウルGのエド・ニューマンに率いられたオフェンスラインは、レギュラーシーズンで13サックしか許さず、プレーオフ2試合では被サック0であった。
WRマーク・クレイトンは、73回のキャッチで1,389ヤード、18TD、マーク・デューパーは、1,306ヤード、8TDをあげた。1シーズンに1,300ヤード以上をレシーブで獲得した選手が2人現れたのは、NFL初であり、クレイトンがあげた18TDは、1942年にドン・ハトソンが作った17TDレシーブの記録を塗り替えた。他にはナット・ムーアが43回のキャッチで574ヤード、6TD、タイトエンドのダン・ジョンソンが34回のキャッチで426ヤードを獲得した。
3人のRBトニー・ネイサン、ウッディー・ベネット、ジョー・カーターは、3人合計でランとレシーブで1000ヤード以上を獲得した。
さらにパンターのレジー・ロビーは平均44.7ヤード、ネット38.7ヤードでプロボウルに選ばれた。
ディフェンスは、ランディフェンスが弱く、ヒューストン・オイラーズ、ミネソタ・バイキングスと並んで、NFLワーストの1回あたり4.7ヤードを相手に許し、トータルディフェンスでは5,759ヤードを与え、NFL19位であった。ライル・ブラックウッド、グレン・ブラックウッド兄弟、ラインバッカーのA・J・デューイ、NTのボブ・バウムハウワー、DEのダグ・ベターズがプロボウルに選ばれた。グレン・ブラックウッドは6インターセプト、ベターズは14サックをあげた。またLBチャールズ・バウザーも9サックをあげた。
ディフェンスには不安があるものの、オフェンスはNFLトップの513得点をあげた。
数多くのパス記録を打ち立てたマリーノがスーパーボウルに出場したのはこの1回だけである。NFL史上最多勝をあげたヘッドコーチ、ドン・シュラもこの大会以後、スーパーボウル出場は果たせなかった。

### プレーオフ
ドルフィンズはシアトル・シーホークス戦で405ヤードを獲得して、31-10、ピッツバーグ・スティーラーズとのAFCチャンピオンシップゲームでは、マリーノがパス32回中21回成功、421ヤード、4TD、1INT、トータルで500ヤード以上を獲得し、45-28で勝利した。
フォーティナイナーズはモンタナが2試合で5インターセプトを喫したが、ディフェンスが頑張り、ニューヨーク・ジャイアンツに21-10、NFCチャンピオンシップゲームではシカゴ・ベアーズに23-0と2試合でわずか10失点でスーパーボウル出場を果たした。

### 試合開催前の話題
スタンフォード・スタジアムが、サンフランシスコからわずか30マイルの距離にあることから、第14回スーパーボウルのロサンゼルス・ラムズがパサデナのローズボウルで戦ったことに続く2回目の地元開催と報道された。なお、ラムズはピッツバーグ・スティーラーズに敗れた。

## テレビ中継
テレビ中継はABCが初めて担当した。この年はABCがマンデーナイトフットボールを中継し始めて15周年であった。
フランク・ギフォードが実況を行い、ドン・メレディス、ジョー・サイズマンが解説を行った。またアル・マイケルズ、ジム・ランプリーが試合開始前、ハーフタイム、試合終了後のホストを務めた。現役選手のサイズマンが解説を務めたのは、第2回スーパーボウルでのジャック・ケンプ以来2人目だが、これ以降現役選手がスーパーボウルで解説したことはない。
イギリスではチャンネル4、カナダではCTVテレビジョンネットワークが放送した。

### 試合開始前
試合開始前のセレモニーには、サンフランシスコの少年少女によるコーラスグループが登場した。
アメリカ合衆国大統領就任式をその日迎えた、ロナルド・レーガンが衛星中継でホワイトハウスからコイントスを行った。フィールド上では、プロフットボール殿堂入りRBのヒュー・マケルヘニーがコイントスを行った。

## 試合経過
| \| 開始 \| 開始 \| 開始 \| ボール保持 \| ドライブ \| ドライブ \| TOP \| 結果 \| 得点内容 \| 得点内容 \| 得点内容 \| 得点 \| 得点 \| \| Q \| 時間 \| 地点 \| ボール保持 \| P \| yd \| TOP \| 結果 \| yd \| 得点者 \| PAT \| ドルフィンズ \| 49ers \| \| ------------------------------------------------------------------------------------------------------------------------------- \| ------------------------------------------------------------------------------------------------------------------------------- \| ------------------------------------------------------------------------------------------------------------------------------- \| ------------------------------------------------------------------------------------------------------------------------------- \| ------------------------------------------------------------------------------------------------------------------------------- \| ------------------------------------------------------------------------------------------------------------------------------- \| ------------------------------------------------------------------------------------------------------------------------------- \| ------------------------------------------------------------------------------------------------------------------------------- \| ------------------------------------------------------------------------------------------------------------------------------- \| ------------------------------------------------------------------------------------------------------------------------------- \| ------------------------------------------------------------------------------------------------------------------------------- \| ------------ \| ----- \| \| 1 \| 15:00 \| 自陣6 \| 49ERS \| 8 \| 35 \| 3:46 \| パント \| — \| — \| — \| — \| — \| \| 1 \| 11:14 \| 自陣39 \| ドルフィンズ \| 6 \| 45 \| 3:50 \| フィールドゴール成功 \| 37 \| von Schamann \| — \| 3 \| 0 \| \| 1 \| 7:24 \| 自陣22 \| 49ERS \| 8 \| 78 \| 4:12 \| タッチダウン（パス） \| 33 \| モンタナ→Monroe \| キック成功 \| 3 \| 7 \| \| 1 \| 3:12 \| 自陣30 \| ドルフィンズ \| 6 \| 70 \| 2:27 \| タッチダウン（パス） \| 2 \| マリーノ→D.Johnson \| キック成功 \| 10 \| 7 \| \| 1-2 \| 0:45 \| 自陣30 \| 49ERS \| 4 \| 21 \| 1:45 \| パント \| — \| — \| — \| — \| — \| \| 2 \| 14:00 \| 自陣14 \| ドルフィンズ \| 3 \| -4 \| 1:01 \| パント \| — \| — \| — \| — \| — \| \| 2 \| 12:59 \| 敵陣47 \| 49ERS \| 4 \| 47 \| 1:25 \| タッチダウン（パス） \| 8 \| モンタナ→クラーク \| キック成功 \| 10 \| 14 \| \| 2 \| 11:34 \| 自陣35 \| ドルフィンズ \| 3 \| 8 \| 1:53 \| パント \| — \| — \| — \| — \| — \| \| 2 \| 9:41 \| 自陣45 \| 49ERS \| 6 \| 55 \| 2:43 \| タッチダウン（ラン） \| 6 \| モンタナ \| キック成功 \| 10 \| 21 \| \| 2 \| 6:58 \| 自陣26 \| ドルフィンズ \| 3 \| -3 \| 1:14 \| パント \| — \| — \| — \| — \| — \| \| 2 \| 5:44 \| 自陣48 \| 49ERS \| 9 \| 52 \| 3:39 \| タッチダウン（ラン） \| 2 \| クレイグ \| キック成功 \| 10 \| 28 \| \| 2 \| 2:05 \| 自陣15 \| ドルフィンズ \| 11 \| 72 \| 1:53 \| フィールドゴール成功 \| 31 \| von Schamann \| — \| 13 \| 28 \| \| 2 \| 0:12 \| \| 49ERS \| \| \| 0:08 \| ファンブルロスト \| — \| — \| — \| — \| — \| \| 2 \| 0:04 \| 敵陣12 \| ドルフィンズ \| \| \| 0:04 \| フィールドゴール成功 \| 30 \| von Schamann \| — \| 16 \| 28 \| \| 前半終了 \| \| \| \| \| \| \| \| \| \| \| \| \| \| 3 \| 15:00 \| 自陣26 \| ドルフィンズ \| 3 \| -10 \| 1:20 \| パント \| — \| — \| — \| — \| — \| \| 3 \| 13:40 \| 自陣47 \| 49ERS \| 9 \| 43 \| 3:28 \| フィールドゴール成功 \| 27 \| Wersching \| — \| 16 \| 31 \| \| 3 \| 10:12 \| 自陣32 \| ドルフィンズ \| 3 \| 0 \| 1:34 \| パント \| — \| — \| — \| — \| — \| \| 3 \| 8:38 \| 自陣30 \| 49ERS \| 5 \| 70 \| 2:20 \| タッチダウン（パス） \| 2 \| モンタナ→クレイグ \| キック成功 \| 16 \| 38 \| \| 3 \| 6:18 \| 自陣34 \| ドルフィンズ \| 6 \| 39 \| 2:51 \| インターセプト \| — \| — \| — \| — \| — \| \| 3-4 \| 3:27 \| 自陣1 \| 49ERS \| 10 \| 53 \| 5:42 \| パント \| — \| — \| — \| — \| — \| \| 4 \| 12:45 \| 自陣21 \| ドルフィンズ \| 9 \| 58 \| 2:00 \| インターセプト \| — \| — \| — \| — \| — \| \| 4 \| 10:45 \| 自陣20 \| 49ERS \| 13 \| 78 \| 7:59 \| 第4ダウン失敗 \| — \| — \| — \| — \| — \| \| 4 \| 2:46 \| 自陣2 \| ドルフィンズ \| 11 \| 60 \| 2:46 \| 試合終了 \| — \| — \| — \| — \| — \| \| P=プレー数、TOP=タイム・オブ・ポゼッション、PAT=ポイント・アフター・タッチダウン。 アメリカンフットボールの用語集 (en) も参照。 \| P=プレー数、TOP=タイム・オブ・ポゼッション、PAT=ポイント・アフター・タッチダウン。 アメリカンフットボールの用語集 (en) も参照。 \| P=プレー数、TOP=タイム・オブ・ポゼッション、PAT=ポイント・アフター・タッチダウン。 アメリカンフットボールの用語集 (en) も参照。 \| P=プレー数、TOP=タイム・オブ・ポゼッション、PAT=ポイント・アフター・タッチダウン。 アメリカンフットボールの用語集 (en) も参照。 \| P=プレー数、TOP=タイム・オブ・ポゼッション、PAT=ポイント・アフター・タッチダウン。 アメリカンフットボールの用語集 (en) も参照。 \| P=プレー数、TOP=タイム・オブ・ポゼッション、PAT=ポイント・アフター・タッチダウン。 アメリカンフットボールの用語集 (en) も参照。 \| P=プレー数、TOP=タイム・オブ・ポゼッション、PAT=ポイント・アフター・タッチダウン。 アメリカンフットボールの用語集 (en) も参照。 \| P=プレー数、TOP=タイム・オブ・ポゼッション、PAT=ポイント・アフター・タッチダウン。 アメリカンフットボールの用語集 (en) も参照。 \| P=プレー数、TOP=タイム・オブ・ポゼッション、PAT=ポイント・アフター・タッチダウン。 アメリカンフットボールの用語集 (en) も参照。 \| P=プレー数、TOP=タイム・オブ・ポゼッション、PAT=ポイント・アフター・タッチダウン。 アメリカンフットボールの用語集 (en) も参照。 \| P=プレー数、TOP=タイム・オブ・ポゼッション、PAT=ポイント・アフター・タッチダウン。 アメリカンフットボールの用語集 (en) も参照。 \| 16 \| 38 \| | | | | | | | | | | |              |       |
| 開始 | 開始 | 開始 | ボール保持 | ドライブ | ドライブ | TOP | 結果 | 得点内容 | 得点内容 | 得点内容 | 得点         | 得点  |
| Q | 時間 | 地点 | ボール保持 | P | yd | TOP | 結果 | yd | 得点者 | PAT | ドルフィンズ | 49ers |
| 1 | 15:00 | 自陣6 | 49ERS | 8 | 35 | 3:46 | パント | — | — | — | —            | —     |
| 1 | 11:14 | 自陣39 | ドルフィンズ | 6 | 45 | 3:50 | フィールドゴール成功 | 37 | von Schamann | — | 3            | 0     |
| 1 | 7:24 | 自陣22 | 49ERS | 8 | 78 | 4:12 | タッチダウン（パス） | 33 | モンタナ→Monroe | キック成功 | 3            | 7     |
| 1 | 3:12 | 自陣30 | ドルフィンズ | 6 | 70 | 2:27 | タッチダウン（パス） | 2 | マリーノ→D.Johnson | キック成功 | 10           | 7     |
| 1-2 | 0:45 | 自陣30 | 49ERS | 4 | 21 | 1:45 | パント | — | — | — | —            | —     |
| 2 | 14:00 | 自陣14 | ドルフィンズ | 3 | -4 | 1:01 | パント | — | — | — | —            | —     |
| 2 | 12:59 | 敵陣47 | 49ERS | 4 | 47 | 1:25 | タッチダウン（パス） | 8 | モンタナ→クラーク | キック成功 | 10           | 14    |
| 2 | 11:34 | 自陣35 | ドルフィンズ | 3 | 8 | 1:53 | パント | — | — | — | —            | —     |
| 2 | 9:41 | 自陣45 | 49ERS | 6 | 55 | 2:43 | タッチダウン（ラン） | 6 | モンタナ | キック成功 | 10           | 21    |
| 2 | 6:58 | 自陣26 | ドルフィンズ | 3 | -3 | 1:14 | パント | — | — | — | —            | —     |
| 2 | 5:44 | 自陣48 | 49ERS | 9 | 52 | 3:39 | タッチダウン（ラン） | 2 | クレイグ | キック成功 | 10           | 28    |
| 2 | 2:05 | 自陣15 | ドルフィンズ | 11 | 72 | 1:53 | フィールドゴール成功 | 31 | von Schamann | — | 13           | 28    |
| 2 | 0:12 | | 49ERS | | | 0:08 | ファンブルロスト | — | — | — | —            | —     |
| 2 | 0:04 | 敵陣12 | ドルフィンズ | | | 0:04 | フィールドゴール成功 | 30 | von Schamann | — | 16           | 28    |
| 前半終了 | | | | | | | | | | |              |       |
| 3 | 15:00 | 自陣26 | ドルフィンズ | 3 | -10 | 1:20 | パント | — | — | — | —            | —     |
| 3 | 13:40 | 自陣47 | 49ERS | 9 | 43 | 3:28 | フィールドゴール成功 | 27 | Wersching | — | 16           | 31    |
| 3 | 10:12 | 自陣32 | ドルフィンズ | 3 | 0 | 1:34 | パント | — | — | — | —            | —     |
| 3 | 8:38 | 自陣30 | 49ERS | 5 | 70 | 2:20 | タッチダウン（パス） | 2 | モンタナ→クレイグ | キック成功 | 16           | 38    |
| 3 | 6:18 | 自陣34 | ドルフィンズ | 6 | 39 | 2:51 | インターセプト | — | — | — | —            | —     |
| 3-4 | 3:27 | 自陣1 | 49ERS | 10 | 53 | 5:42 | パント | — | — | — | —            | —     |
| 4 | 12:45 | 自陣21 | ドルフィンズ | 9 | 58 | 2:00 | インターセプト | — | — | — | —            | —     |
| 4 | 10:45 | 自陣20 | 49ERS | 13 | 78 | 7:59 | 第4ダウン失敗 | — | — | — | —            | —     |
| 4 | 2:46 | 自陣2 | ドルフィンズ | 11 | 60 | 2:46 | 試合終了 | — | — | — | —            | —     |
| P=プレー数、TOP=タイム・オブ・ポゼッション、PAT=ポイント・アフター・タッチダウン。 アメリカンフットボールの用語集 (en) も参照。 | P=プレー数、TOP=タイム・オブ・ポゼッション、PAT=ポイント・アフター・タッチダウン。 アメリカンフットボールの用語集 (en) も参照。 | P=プレー数、TOP=タイム・オブ・ポゼッション、PAT=ポイント・アフター・タッチダウン。 アメリカンフットボールの用語集 (en) も参照。 | P=プレー数、TOP=タイム・オブ・ポゼッション、PAT=ポイント・アフター・タッチダウン。 アメリカンフットボールの用語集 (en) も参照。 | P=プレー数、TOP=タイム・オブ・ポゼッション、PAT=ポイント・アフター・タッチダウン。 アメリカンフットボールの用語集 (en) も参照。 | P=プレー数、TOP=タイム・オブ・ポゼッション、PAT=ポイント・アフター・タッチダウン。 アメリカンフットボールの用語集 (en) も参照。 | P=プレー数、TOP=タイム・オブ・ポゼッション、PAT=ポイント・アフター・タッチダウン。 アメリカンフットボールの用語集 (en) も参照。 | P=プレー数、TOP=タイム・オブ・ポゼッション、PAT=ポイント・アフター・タッチダウン。 アメリカンフットボールの用語集 (en) も参照。 | P=プレー数、TOP=タイム・オブ・ポゼッション、PAT=ポイント・アフター・タッチダウン。 アメリカンフットボールの用語集 (en) も参照。 | P=プレー数、TOP=タイム・オブ・ポゼッション、PAT=ポイント・アフター・タッチダウン。 アメリカンフットボールの用語集 (en) も参照。 | P=プレー数、TOP=タイム・オブ・ポゼッション、PAT=ポイント・アフター・タッチダウン。 アメリカンフットボールの用語集 (en) も参照。 | 16           | 38    |

### 前半
試合開始最初のキックオフで、ナイナーズのリターナー、デリック・ハーモンはサイドライン際でボールをキャッチすると、そのままアウトオブバウンズに出てしまい、ナイナーズは6ヤード地点からの攻撃となった。最初のドライブで自陣41ヤード地点まで前進したところで、パントを蹴り、ドルフィンズのリターナー、フルトン・ウォーカーは9ヤードをリターンして、ドルフィンズは自陣36ヤード地点からの攻撃となった。最初のプレーでマリーノは、ネイサンへの25ヤードのパスを通し、5プレー後には、敵陣23ヤード地点まで前進した。しかし、第3ダウンでナイナーズのコーナーバック、エリック・ライトが、マーク・クレイトンにタックル、ファーストダウンは更新できず、ウーヴェ・フォン・シャーマンが37ヤードのFGを決めて、ドルフィンズが3-0と先制した。
ナイナーズは、続くドライブで、8プレー78ヤード、最後はRBカール・モンローへの33ヤードのTDパスで7-3と逆転した。一方、ドルフィンズは次のドライブで、ネイサンが5ヤード走った後、ノーハドルオフェンスを用いて、ナイナーズがランディフェンス要員とパスラッシャーを交代させる暇を与えず、マリーノは、クレイトンへの18ヤード、マーク・デューパーへの11ヤード、クレイトンへの13ヤード、タイトエンドのダン・ジョンソンへの21ヤードのパスなど、5連続でパスを通した。第1Q残り45秒、マリーノからダン・ジョンソンへの2ヤードのTDパスで、ドルフィンズは10-7と逆転した。
第2Qになると、ナイナーズのヘッドコーチ、ビル・ウォルシュは、4-1-6のダイムディフェンスに切り替え、ドルフィンズのパス攻撃を封じ始めた。ラインバッカーには、キーナ・ターナー1人が残り、セイフティのドワイト・ヒックスが2度マリーノのパスを防ぎ、ドルフィンズは自陣10ヤード地点からパントを蹴ることとなった。敵陣47ヤードからの攻撃で、モンタナは、自らのスクランブルで19ヤードを前進、さらに12ヤード地点のドワイト・クラークへのパスを通した。その後、ウェンデル・タイラーのランで4ヤードを前進した走った後、ロジャー・クレイグへの8ヤードのTDパスで、ナイナーズは14-10と逆転した。
ドルフィンズは次のドライブもパントとなり、自陣28ヤード地点でボールをキャッチしたデイナ・マクレモアがこれを自陣45ヤード地点までリターンした。2度のランプレーで、15ヤードを前進した後、モンタナは、タイトエンドのラス・フランシスへ29ヤードのパスを通し、敵陣11ヤード地点まで攻め込んだ。その後、クレイグが5ヤード前進した次のプレーで、モンタナが自ら6ヤードを走りTDをあげて、21-10とした。
ドルフィンズの次の攻撃は、3アンドアウトに終わり、レジー・ロビーの39ヤードのパントをマクレモアが10ヤードリターンし、ナイナーズは自陣48ヤード地点から攻撃権を得た。モンタナは第1ダウンでダグ・ベターズにサックされ、5ヤードをロスしたが、クレイグへの20ヤードのパスや2連続のランプレーで7ヤード前進すると、フレディー・ソロモンへのパスを投げた。ソロモンは、ドルフィンズのセイフティライル・ブラックウッドのヒットを受けて、ボールを落とし、これを拾ったブラックウッドは、ナイナーズのエンドゾーンまでボールをリターンしたが、フィールドジャッジは、ソロモンのファンブルではなく、パス不成功とコールし、最もプレーの近くにいたサイドジャッジはコールを行わなかった。5プレー後にクレイグが2ヤードを走ってTD、ナイナーズは28-10とリードした。
前半残りおよそ2分で、ドルフィンズはマリーノがパス9本中7本を成功、タイトエンドのジョー・ローズへの30ヤードのパスで、敵陣12ヤード地点まで攻め込んだ。ここで、ナイナーズのディフェンスが奮闘し、パス3回中2回が不成功、1回はノーゲインに終わり、シャーマンのFGで28-13となった。
前半残り12秒でドルフィンズは短いキックオフを蹴った。このボールをキャッチしたラインマン、ガイ・マッキンタイアはリターンを試み、ジョー・カーターのヒットでファンブル、ジム・ジェンセンがボールをリカバーして敵陣12ヤードまでリターン、シャーマンがこの日3度目のFGを成功させて、ナイナーズが28-16とリードして前半が終了した。

### 後半
後半最初のプレーで、ドウェイン・ボードのタックルでネイサンは1ヤードをロスした。第2ダウンでマリーノのパスは不成功、第3ダウンでボードがマリーノをサックして9ヤードロスさせた。ロビーのパントをマクレモアが8ヤードリターンして、ナイナーズはまたしても自陣47ヤード地点からの攻撃という絶好のフィールドポジションを得た。そこからナイナーズは43ヤードを前進し、レイ・ワーシングの27ヤードのFGで追加点をあげた。ドルフィンズの次のドライブでは、マリーノがマヌ・トゥイアソソポとボードにサックされ、またもパントに終わった。マクレモアの5ヤードのリターンで、自陣3ヤード地点から攻撃権を獲得したモンタナは、タイラーへの40ヤード、フランシスへの14ヤードのパスで前進、3プレー後、クレイグがこの日3度目のTDとなる16ヤードのTDパスをキャッチし、38-16となった。その後、両チームのディフェンスが踏ん張り、得点は動かなかった。ナイナーズのディフェンスは、この後、マリーノから2インターセプトを奪った。

### ハイライト
モンタナは、パス35本中24本成功、スーパーボウル記録となる331ヤードを獲得し、3TDパス、インターセプト0であった。また5回のランで59ヤードを走り、1TDをあげた。フォーティナイナーズは、537ヤードを獲得したが、これは第11回スーパーボウルでのオークランド・レイダースの獲得した429ヤードを上回るスーパーボウル記録であった。前半で獲得した288ヤードは、同じく第11回のレイダースに並ぶタイ記録であった。また38得点は、第18回スーパーボウルでのロサンゼルス・レイダースの記録と並ぶタイ記録であった。
ロジャー・クレイグは58ヤードを走るとともに、レシーブで77ヤードを獲得し、スーパーボウル記録となる3TDをあげた。タイラーはナイナーズトップの65ヤードを走るとともに、4回のレシーブで70ヤード、クラークは6回のレシーブで77ヤードを獲得した。ボードが2サック、マクレモアはパントリターンで、スーパーボウル史上2位の51ヤードを記録した。スポーツ・イラストレイテッドは非公認の守備MVPとして、4タックル、1サックをあげるとともに、マリーノにプレッシャーを与え続けたゲーリー・ジョンソンを選んだ。
ナイナーズのディフェンスは、ランで25ヤードしか許さず、マリーノは、パス50回中29回成功（いずれもスーパーボウル記録）で318ヤード、1TDをあげたが、4サック、2インターセプトを喫した。クレイトンがこの試合のトップレシーバーで、6回のレシーブで92ヤードを獲得、フルトン・ウォーカーは4回のキックオフリターンで93ヤード、2回のパントリターンで15ヤードを獲得した。ネイサンはドルフィンズトップの18ヤードを走り、10回のレシーブで83ヤードを獲得した。レジー・ロビーは6回のパントで平均39.3ヤード、いずれのパントも敵陣20ヤード以内に蹴りこむことができなかった。
試合後にレーガン大統領からビル・ウォルシュに勝利を祝福する電話が入った。なお勝利したナイナーズの選手には、1人あたり3万6000ドル、ドルフィンズの選手には1万8000ドルが支給された。

## スターティングラインアップ
| マイアミ・ドルフィンズ                        | ポジション | サンフランシスコ・49ers                       |
| --------------------------------------------- | ---------- | --------------------------------------------- |
| オフェンス                                    |            |                                               |
| マーク・クレイトン Mark Clayton               | WR         | フレディー・ソロモン Freddie Solomon          |
| ジョン・ギースラー Jon Giesler                | LT         | ババ・パリス Bubba Paris                      |
| ロイ・フォスター Roy Foster                   | LG         | ジョン・エイアーズ John Ayers                 |
| ドワイト・スティーブンソン Dwight Stephenson  | C          | フレッド・クインラン Fred Quillan             |
| エド・ニューマン Ed Newman                    | RG         | ランディ・クロス Randy Cross                  |
| クリーブランド・グリーン Cleveland Green      | RT         | キース・ファーンホースト Keith Fahnhorst      |
| ブルース・ハーディ Bruce Hardy                | TE         | ラス・フランシス Russ Francis                 |
| マーク・デューパー Mark Duper                 | WR         | ドワイト・クラーク Dwight Clark               |
| ダン・マリーノ Dan Marino                     | QB         | ジョー・モンタナ Joe Montana                  |
| ウッディー・ベネット Woody Bennett            | FB         | ウェンデル・タイラー Wendell Tyler            |
| トニー・ネイサン Tony Nathan                  | RB         | ロジャー・クレイグ Roger Craig                |
| ディフェンス                                  |            |                                               |
| ダグ・ベターズ Doug Betters                   | LE         | ボビー・マクレイ Bobby McCray                 |
| ボブ・バウムハウワー Bob Baumhower            | NT         | マヌ・トゥイアソソポ Manu Tuiasosopo          |
| キム・ボカンパー Kim Bokamper                 | RE         | ドウェイン・ボード Dwaine Board               |
| ボブ・ブラジンスキー Bob Brudzinski           | LOLB       | ダン・バンツ Dan Bunz                         |
| ジェイ・ブロフィー Jay Brophy                 | LILB       | リキ・エリソン Riki Ellison                   |
| マーク・ブラウン Mark Brown                   | RILB       | ジャック・レイノルズ Jack Reynolds            |
| クリント・セッション Clint Session            | ROLB       | キーナ・ターナー Keena Turner                 |
| ウィリアム・ジャドソン William Judson         | LCB        | ロニー・ロット Ronnie Lott                    |
| ドン・マクニール Don McNeal                   | RCB        | エリック・ライト Eric Wright                  |
| グレン・ブラックウッド Glenn Blackwood        | SS         | カールトン・ウィリアムソン Carlton Williamson |
| ライル・ブラックウッド Lyle Blackwood         | FS         | ドワイト・ヒックス Dwight Hicks               |
| ウーヴェ・フォン・シャーマン Uwe von Schamann | K          | レイ・ワーシング Ray Wersching                |
| レジー・ロビー Reggie Roby                    | P          | マックス・ルナガー Max Runager                |
| ヘッドコーチ                                  |            |                                               |
| ドン・シュラ Don Shula                        |            | ビル・ウォルシュ Bill Walsh                   |

## トーナメント表
|  | |                                 |                                 |                        |                        |                                     |                                       |              |    |  |  |                                    |                                    |                                    |  |  |  |  |
|  | |                                 |                                 |                        |                        | 12月30日 マイルハイ・スタジアム     |                                       |              |    |  |  |                                    |                                    |                                    |  |  |  |  |
|  | |                                 |                                 |                        |                        |                                     |                                       |              |    |  |  |                                    |                                    |                                    |  |  |  |  |
|  | |                                 |                                 |                        |                        |                                     |                                       |              |    |  |  |                                    |                                    |                                    |  |  |  |  |
|  | |                                 |                                 |                        |                        |                                     |                                       |              |    |  |  |                                    |                                    |                                    |  |  |  |  |
|  | |                                 |                                 |                        |                        |                                     |                                       |              |    |  |  |                                    |                                    |                                    |  |  |  |  |
|  | 3 | スティーラーズ                  | 24                              |                        |                        |                                     |                                       |              |    |  |  |                                    |                                    |                                    |  |  |  |  |
|  | 3 | スティーラーズ                  | 24                              |                        |                        | 1月6日 マイアミ・オレンジボウル     |                                       |              |    |  |  |                                    |                                    |                                    |  |  |  |  |
|  | 2 | ブロンコス                      | 17                              |                        |                        |                                     |                                       |              |    |  |  |                                    |                                    |                                    |  |  |  |  |
|  | 2 | ブロンコス                      | 17                              |                        |                        |                                     |                                       |              |    |  |  |                                    |                                    |                                    |  |  |  |  |
|  | AFC |                                 |                                 |                        |                        |                                     |                                       |              |    |  |  |                                    |                                    |                                    |  |  |  |  |
|  | 12月22日 キングドーム | 12月22日 キングドーム           | 12月22日 キングドーム           | 3                      | スティーラーズ         | 28                                  |                                       |              |    |  |  |                                    |                                    |                                    |  |  |  |  |
|  | 12月22日 キングドーム | 12月22日 キングドーム           | 12月22日 キングドーム           | 3                      | スティーラーズ         | 28                                  | 12月29日 マイアミ・オレンジボウル     |              |    |  |  |                                    |                                    |                                    |  |  |  |  |
|  | 12月22日 キングドーム | 12月22日 キングドーム           | 12月22日 キングドーム           |                        | 1                      | ドルフィンズ                        | 45                                    |              |    |  |  |                                    |                                    |                                    |  |  |  |  |
|  | 12月22日 キングドーム | 12月22日 キングドーム           | 12月22日 キングドーム           |                        | 1                      | ドルフィンズ                        | 45                                    |              |    |  |  |                                    |                                    |                                    |  |  |  |  |
|  | 5 | レイダース                      | 7                               | AFC チャンピオンシップ | AFC チャンピオンシップ | AFC チャンピオンシップ              |                                       |              |    |  |  |                                    |                                    |                                    |  |  |  |  |
|  | 5 | レイダース                      | 7                               | AFC チャンピオンシップ | AFC チャンピオンシップ | AFC チャンピオンシップ              | 4                                     | シーホークス | 10 |  |  |                                    |                                    |                                    |  |  |  |  |
|  | 4 | シーホークス                    | 13                              | AFC チャンピオンシップ | AFC チャンピオンシップ | AFC チャンピオンシップ              | 4                                     | シーホークス | 10 |  |  | 1月20日 スタンフォード・スタジアム | 1月20日 スタンフォード・スタジアム | 1月20日 スタンフォード・スタジアム |  |  |  |  |
|  | 4 | シーホークス                    | 13                              | AFC チャンピオンシップ | AFC チャンピオンシップ | AFC チャンピオンシップ              | 1                                     | ドルフィンズ | 31 |  |  | 1月20日 スタンフォード・スタジアム | 1月20日 スタンフォード・スタジアム | 1月20日 スタンフォード・スタジアム |  |  |  |  |
|  | ワイルドカード・プレーオフ |                                 |                                 |                        |                        |                                     | 1                                     | ドルフィンズ | 31 |  |  | 1月20日 スタンフォード・スタジアム | 1月20日 スタンフォード・スタジアム | 1月20日 スタンフォード・スタジアム |  |  |  |  |
|  | ディビジョナル・プレーオフ |                                 |                                 |                        |                        |                                     |                                       |              |    |  |  | 1月20日 スタンフォード・スタジアム | 1月20日 スタンフォード・スタジアム | 1月20日 スタンフォード・スタジアム |  |  |  |  |
|  | |                                 |                                 | A1                     | ドルフィンズ           | 16                                  |                                       |              |    |  |  |                                    |                                    |                                    |  |  |  |  |
|  | 12月30日 RFKスタジアム |                                 |                                 | A1                     | ドルフィンズ           | 16                                  |                                       |              |    |  |  |                                    |                                    |                                    |  |  |  |  |
|  | | N1                              | 49ers                           | 38                     |                        |                                     |                                       |              |    |  |  |                                    |                                    |                                    |  |  |  |  |
|  | | N1                              | 49ers                           | 38                     |                        |                                     |                                       |              |    |  |  |                                    |                                    |                                    |  |  |  |  |
|  | |                                 |                                 | 第19回スーパーボウル   |                        |                                     |                                       |              |    |  |  |                                    |                                    |                                    |  |  |  |  |
|  | 3 | ベアーズ                        | 23                              |                        |                        |                                     |                                       |              |    |  |  |                                    |                                    |                                    |  |  |  |  |
|  | 3 | ベアーズ                        | 23                              |                        |                        | 1月6日 キャンドルスティック・パーク |                                       |              |    |  |  |                                    |                                    |                                    |  |  |  |  |
|  | 2 | レッドスキンズ                  | 19                              |                        |                        |                                     |                                       |              |    |  |  |                                    |                                    |                                    |  |  |  |  |
|  | 2 | レッドスキンズ                  | 19                              |                        |                        |                                     |                                       |              |    |  |  |                                    |                                    |                                    |  |  |  |  |
|  | NFC |                                 |                                 |                        |                        |                                     |                                       |              |    |  |  |                                    |                                    |                                    |  |  |  |  |
|  | 12月23日 アナハイム・スタジアム | 12月23日 アナハイム・スタジアム | 12月23日 アナハイム・スタジアム | 3                      | ベアーズ               | 0                                   |                                       |              |    |  |  |                                    |                                    |                                    |  |  |  |  |
|  | 12月23日 アナハイム・スタジアム | 12月23日 アナハイム・スタジアム | 12月23日 アナハイム・スタジアム | 3                      | ベアーズ               | 0                                   | 12月29日 キャンドルスティック・パーク |              |    |  |  |                                    |                                    |                                    |  |  |  |  |
|  | 12月23日 アナハイム・スタジアム | 12月23日 アナハイム・スタジアム | 12月23日 アナハイム・スタジアム |                        | 1                      | 49ers                               | 23                                    |              |    |  |  |                                    |                                    |                                    |  |  |  |  |
|  | 12月23日 アナハイム・スタジアム | 12月23日 アナハイム・スタジアム | 12月23日 アナハイム・スタジアム |                        | 1                      | 49ers                               | 23                                    |              |    |  |  |                                    |                                    |                                    |  |  |  |  |
|  | 5 | ジャイアンツ                    | 16                              | NFC チャンピオンシップ | NFC チャンピオンシップ | NFC チャンピオンシップ              |                                       |              |    |  |  |                                    |                                    |                                    |  |  |  |  |
|  | 5 | ジャイアンツ                    | 16                              | NFC チャンピオンシップ | NFC チャンピオンシップ | NFC チャンピオンシップ              | 5                                     | ジャイアンツ | 10 |  |  |                                    |                                    |                                    |  |  |  |  |
|  | 4 | ラムズ                          | 13                              | NFC チャンピオンシップ | NFC チャンピオンシップ | NFC チャンピオンシップ              | 5                                     | ジャイアンツ | 10 |  |  |                                    |                                    |                                    |  |  |  |  |
|  | 4 | ラムズ                          | 13                              | NFC チャンピオンシップ | NFC チャンピオンシップ | NFC チャンピオンシップ              | 1                                     | 49ers        | 21 |  |  |                                    |                                    |                                    |  |  |  |  |
|  | |                                 |                                 |                        |                        |                                     | 1                                     | 49ers        | 21 |  |  |                                    |                                    |                                    |  |  |  |  |
|  | - ディヴィジョナルプレイオフの試合は、同地区のチームが対戦しないように組まれている。 - チーム名の左の数字はシード順。 - スーパーボウル開催地は事前にオーナー会議で決定。 - チーム名の左の数字は、1984年レギュラーシーズンの結果に基づいて決定されたシード順。 |                                 |                                 |                        |                        |                                     |                                       |              |    |  |  |                                    |                                    |                                    |  |  |  |  |